# Tragulus
Tragulus ist eine Gattung von Paarhufern in der Familie der Hirschferkel mit sechs Arten, die in Südostasien vorkommen. Sie stellen die kleinsten derzeit lebenden Paarhufer dar. Bis in die 1990er Jahre wurde nur zwischen zwei Arten unterschieden, Großkantschil und Kleinkantschil. Die Beschreibung in diesem Artikel beruht hauptsächlich auf Daten, die zu diesen beiden Arten gesammelt wurden.

## Merkmale
Die Arten erreichen eine Kopf-Rumpf-Länge von 40 bis 75 cm, eine Schulterhöhe von 20 bis 35 cm, eine Schwanzlänge von 2,5 bis 12,5 cm sowie ein Gewicht von 0,7 bis 0,8 kg. Das kurze Fell ist oberseits braun mit variierenden hellen und dunklen Schattierungen gefärbt. Es steht im Kontrast zum weißen Fell der Bauchregion. Zusätzlich können auf der Kehle und auf der Brust helle oder weiße Streifen bzw. Flecken vorkommen. Die Vertreter der Gattung besitzen weder ein Geweih noch andere Stirnwaffen. Dagegen kommen, wie bei den nur entfernt verwandten Moschustieren, Eckzähne im Unter- und Oberkiefer vor. Die oberen Eckzähne sind bei Männchen zu Hauern verlängert und auch bei Weibchen größer als die unteren Eckzähne.

## Arten und Verbreitung
Mammal Species of the World und IUCN listen sechs Arten der Gattung, nach Colin Peter Groves und Peter Grubb gliedern sie sich folgendermaßen:
- Tragulus napu-Gruppe

- Der Großkantschil (Tragulus napu) lebt auf der Malaiischen Halbinsel, auf Borneo, Sumatra und auf einer Reihe kleinerer Inseln.
- Der Balabac-Kantschil (Tragulus nigricans) ist nur von den westphilippinischen Inseln Balabac, Bugsuk und Ramos bekannt.

- Tragulus javanicus-Gruppe

- Der Java-Kantschil (Tragulus javanicus) ist ein Endemit Javas. Einzelne Sichtungen auf Bali bedürfen einer Bestätigung.
- Der Kleinkantschil (Tragulus kanchil) kommt vom Süden Chinas bis zur Malaiischen Halbinsel und zu den Inseln Sumatra und Borneo sowie auf kleineren vorgelagerten Inseln vor.
- Der Thailand-Kantschil (Tragulus williamsoni) wurde auf Grundlage von Individuen aus dem Norden Thailands beschrieben. Eine Population im Süden Chinas (Yunnan) gehört vermutlich zu dieser Art.

- Tragulus versicolor-Gruppe

- Der Vietnam-Kantschil oder Annam-Kantschil (Tragulus versicolor) hat zwei kleinere Populationen im Süden Vietnams.

## Lebensweise
Diese Hirschferkel sind nachtaktiv, sie halten sich meist im dichten Unterholz von Wäldern im Flach- oder Hochland auf. Dort bewegen sie sich auf Pfaden vorwärts, die an Tunnel erinnern. Als Ruheplätze dienen Felsspalten, ausgehöhlte Bäume oder das dichte Blattwerk. Die Arten fressen Gras, Blätter, Beeren und Früchte, die auf dem Boden liegen.
Abhängig von Art und Population leben Männchen und Weibchen außerhalb der Paarungszeit allein oder in monogamen Paaren. Territorial sind vor allem Männchen, die ihr Revier mit dem Sekret einer Drüse am Unterkiefer markieren. Während der Brunst kann es zwischen Männchen Kämpfe um das Paarungsrecht geben, bei denen sie ihre langen Hauer einsetzen. Bei manchen Populationen kann es das ganze Jahr über zu Paarungen kommen, wogegen andere Populationen feste Paarungszeiten besitzen. Weibchen sind 140 bis 177 Tage trächtig und werfen üblicherweise ein Jungtier, selten Zwillinge. Schon innerhalb der folgenden zwei Tage paart sich das Weibchen erneut. Bei der Geburt hat das Jungtier ein Gewicht von etwa 375 g. Es ist wie bei vielen Paarhufern Nestflüchter und kann schon nach etwa 30 Minuten laufen. Nach ungefähr 5 Monaten sind die Tiere ausgewachsen und geschlechtsreif. In Gefangenschaft gehaltene Individuen können ein Alter von 16 Jahren und wenigen Monaten erreichen.

## Status
Die IUCN listet Tragulus nigricans als „stark gefährdet“ (Endangered) sowie Tragulus javanicus, Tragulus versicolor und Tragulus williamsoni mit „zu wenig Daten vorhanden“ (Data Deficient). Großkantschil und Kleinkantschil gelten als „nicht gefährdet“ (Least Concern).